# 조문경
조문경(1989년 3월 24일~)은 대한민국의 기상캐스터이다. 
- 2013년 모델로 활동 하였고 2014년 1년 까지 했다.
- 2015년부터 KNN에서 기상캐스터, MC, DJ로 활동 중이다.

## 학력
- 중앙대학교 경제학 학사 (졸업)

## 경력
- 2015년 KNN TV 보도국 기상캐스터
- 2019년 KNN 조문경의 하이~힐
- KNN 라디오 러브FM [이해리의 온나라디오 - 불금 노래방] 2021.04.09~2023.03.24
- KNN 러브FM 라디오라떼 (주말)